# Стависька (Моґіленський повіт)
Стависька (пол. Stawiska, нім. Kunzensee) — село в Польщі, у гміні Моґільно Моґіленського повіту Куявсько-Поморського воєводства.
Населення — 379 осіб (2011).
У 1975-1998 роках село належало до Бидгощського воєводства.

## Демографія
Демографічна структура станом на 31 березня 2011 року:
|          | Загалом | Допрацездатний вік | Працездатний вік | Постпрацездатний вік |
| -------- | ------- | ------------------ | ---------------- | -------------------- |
| Чоловіки | 193     | 51                 | 123              | 19                   |
| Жінки    | 186     | 37                 | 115              | 34                   |
| Разом    | 379     | 88                 | 238              | 53                   |